# Someday (Mariah Carey)
Someday è una canzone di Mariah Carey registrata per il suo omonimo album di debutto Mariah Carey (1990). La canzone è stata pubblicata come terzo singolo nella fine del '90. Venne scritta dalla Carey stessa con l'aiuto di Ben Margulies e prodotta da Ric Wake. La canzone, come i suoi due precedenti singoli, arrivò in vetta della Hot 100 statunitense per due settimane. Ricevette un premio dalla BMI (come i due precedenti singoli)

## Registrazione
"Someday" è stato uno dei cinque brani contenenti in un mixtape, usato per far registrare un cd dal produttore Tommy Mottola. La versione demo venne cambiate dalla Sony; le parti melodiche eseguite su una base di tromba  furono sostituite da una chitarra elettrica e la canzone venne accorciata di circa 8 secondi, per questo la canzone diventa più ritmata e meno Soul.

## Classifiche
La canzone ha continuato la successione di numero uno della Carey, divenendo la terza numero uno nella Hot 100. Dopo otto settimane ha raggiunto la vetta della classifica rimanendo due settimane consecutive al vertice. La canzone è stata quindici settimane nella top-40, e si è anche classificata 13ª nella classifica di fine anno 1991. Ha raggiunto la top-5 in Canada, la top-20 in Finlandia, una top-40 nel Regno Unito, Francia e Olanda e una top-50 in Giappone e Australia.

## Andamento nellaBillboard Hot 100
| Posizione | 37 | 25 | 17 | 13 | 5 | 4 | 2 | 1 | 1 | 2 | 6 | 13 | 21 | 28 | 39 | 49 | 65 | 74 | 83 |

## Video musicale
Il video, diretto da Larry Jordan, è stato girato al liceo Bayonne, a Bayonne nel New Jersey e vede come protagonista un ragazzo che, dopo aver trattato male la sua ragazza, la rivuole al centro della sua vita. Appare poi un gruppo di ballerini hip-hop e la Carey si unisce a loro. Nel DVD di #1's è stata aggiunta una versione diversa.

## Tracce
Worldwide CD single
1. "Someday" (new 7" jackswing)
2. "Alone in Love"

Worldwide CD maxi-single // Japan Only Maxi-Single Picture Disc
1. "Someday" (new 7" jackswing)
2. "Someday" (new 7" straight)
3. "Someday" (new 12" jackswing)
4. "Someday" (pianoapercapella)
5. "Alone in Love"

UK CD maxi-single #1
1. "Someday" (7" jackswing)
2. "Someday" (12" jackswing)
3. "Someday" (12" house)

UK CD maxi-single #2
1. "Someday" (7" jackswing)
2. "Vision of Love"
3. "Love Takes Time"
4. "Alone in Love"

Spain 7" Promo Single
1. "Someday"

## Posizioni in classifica
| Claffisica (1991)                                   | Posizione massima |
| --------------------------------------------------- | ----------------- |
| Australia                                           | 44                |
| Canada                                              | 5                 |
| Europa                                              | 75                |
| Finlandia                                           | 17                |
| Francia                                             | 38                |
| Giappone (Album Chart)                              | 481               |
| Polonia                                             | 10                |
| Paesi Bassi                                         | 21                |
| Regno Unito                                         | 38                |
| Stati Uniti Billboard Hot 100                       | 1                 |
| Stati Uniti Billboard Hot Adult Contemporary Tracks | 5                 |
| Stati Uniti Billboard Hot Dance Club Play           | 1                 |
| Stati Uniti Billboard Hot R&B/Hip-Hop Songs         | 3                 |

### Classifiche annuali
| Paese (1991) | Posizione |
| ------------ | --------- |
| Canada       | 7         |
| Stati Uniti  | 13        |

1 In Giappone, gli EP possono entrare solo nella classifica degli album.